# 胡辛齊
49°27′6″N 28°20′39″E / 49.45167°N 28.34417°E
胡辛齊（烏克蘭語：Гущинці），是烏克蘭西南部文尼察州赫米利尼克區的村落，隸屬伊萬尼夫市鎮，始建於1468年，面積3.9平方公里，海拔高度247米，2021年人口2,443。